# Wallhausen (Württemberg)
Wallhausen település Németországban, azon belül Baden-Württembergben. Lakosainak száma 3826 fő (2023. december 31.).

## Népesség
A település népessége az elmúlt években az alábbi módon változott:
| Lakosok száma | 2086 | 2034 | 2109 | 2081 | 2023 | 2714 | 3408 | 3580 | 3534 | 3826 |
|               | 1961 | 1967 | 1974 | 1980 | 1987 | 1993 | 2000 | 2006 | 2013 | 2023 |